# アール・C・クレメンツ
アール・チェスター・クレメンツ（英: Earle Chester Clements、1896年10月22日 - 1985年3月12日）は、アメリカ合衆国の政治家、農園主であり、1947年から1950年まで、第47代ケンタッキー州知事を務めた。ケンタッキー州選出アメリカ合衆国上院議員と同下院議員も務めた。30年間にわたってケンタッキー州民主党の一派閥を率い、州知事を2度とアメリカ合衆国上院議員を務めたA・B・"ハッピー"・チャンドラーの率いる派閥と対立を続けた。
クレメンツはその父に倣い、ユニオン郡の地方政界に入り、1935年にはトマス・レイの州知事選挙を仕切ることに同意した。既にレイに肩入れしていたこともあり、チャンドラーから選挙参謀をして欲しいという申し入れがあったものを断り、この二人の間に溝を作ることになった。クレメンツは1941年にケンタッキー州上院議員になった。1944年、州議会上院の院内総務に選ばれ、共和党員知事のシメオン・ウィリスが提案したよりも大きな予算設定を働きかけて成功した。クレメンツのウィリスに対抗する姿勢で民主党内に人気があり、1944年から1948年の2期、アメリカ合衆国下院議員を務めた。
1947年、ケンタッキー州民主党予備選挙で、チャンドラーお気に入りの候補ハリー・リー・ウォーターフィールドを破り、ウィリスの跡を継いで州知事に就任した。知事としてのクレメンツは税率を上げ、その歳入を使って州立公園体系の予算を増やし、道路を建設し維持した。教育分野でも、人種統合に向けて幾らか前進するなど進展があった。1950年、クレメンツはアメリカ合衆国上院議員に選出され、議員に就任するために知事を辞職した。上院議員のときは、上院民主党再選委員会の議長、およびリンドン・B・ジョンソン院内総務の下で院内総務補を務めた。1956年に再選を求めたときは、共和党のサーストン・B・モートンに敗れた。このとき2期目の州知事を務めていたチャンドラーからの支援が無かったことが災いした。ジョンソンの意向により、クレメンツは1957年から1959年も上院民主党再選委員会の議長を続けた。
1955年の州知事選挙では、チャンドラーに対抗する候補バート・コームズを支持し、1959年の場合はハリー・リー・ウォーターフィールドに対抗するコームズを支持した。コームズはウォーターフィールドを破り、クレメンツを州高規格道路コミッショナーに指名することで報いた。1961年、クレメンツとコームズは、ルイビルのカーディーラーからダンプトラックをリースする取引の件で意見が分かれた。州内の新聞は、この取引がコームズの支持者であるそのディーラーに対する返報だと批判した。コームズがその取引を取り消したとき、クレメンツはそれを大衆の非難と見なし、間もなく親友のリンドン・ジョンソンの大統領選挙で働くことを辞めた。クレメンツはコームズと仲違いした後、上院議員サーストン・モートンの議席を奪うために、チャンドラーとの連携を求めた。コームズと喧嘩別れしたあとはクレメンツの影響力が急速に衰えており、1963年州知事選挙のとき、エドワード・ブレシットに対抗したチャンドラーの予備選挙で、出身郡の票も纏めることができなかった。クレメンツは1985年3月12日、出身地のモーガンフィールドで死んだ。

## 初期の経歴
アール・チェスター・クレメンツは1896年10月22日に、ケンタッキー州ユニオン郡モーガンフィールドで生まれた。父はアーロン・ウォラー・クレメンツ、母はサリー・アンナ（旧姓トゥリー）であり、その2人の息子、4人の娘の末っ子だった。父はユニオン郡で人気のある判事と保安官を務めたが、クレメンツ自身は当初政治の世界に近寄らなかった。公立学校で初等教育を受け、1915年にモーガンフィールド高校を卒業した。1915年の後半、ケンタッキー大学の農学部に入学した。1915年と1916年は大学のフットボール・チームでセンターを務め、1916年には「オール・サザン・チーム」のメンバーに挙げられた。パイ・カッパ・アルファ同友会のメンバーでもあった。
クレメンツの学問は第一次世界大戦で中断された。1917年7月9日、ケンタッキー州軍M中隊に兵卒として入隊した。この中隊はルイビルに近いキャンプ・テイラー駐屯を命ぜられ、アメリカ陸軍の歩兵に組み入れられた。クレメンツは当初キャンプ・テイラーの衛兵を務め、後にインディアナ州インディアナポリスに近いベンジャミン・ハリソン砦で士官訓練学校に入った。そこを中尉の階級で卒業し、軍事科学の教授として州に留まった。合計で28か月間従軍し、大尉に昇進し、1919年9月12日に除隊となった。
戦後、クレメンツは東テキサスの油田で整備工として働いた。しかし、1921年、父の健康が衰え始めたので、ケンタッキーに戻り、父の農園を助け、副保安官も務めた。この頃趣味として出身高校のフットボール・チームのコーチも務めた。その時アシスタントコーチの1人だったローズ・K・マイアーズは、キーン・ジョンソン州知事の下で副知事を務めることになった。1927年1月18日、クレメンツはサラ・M・ブルーと結婚した。夫妻の一人娘エリザベス・"ベス"・ヒューズ・クレメンツ・アベルはレディ・バード・ジョンソンとウォルター・モンデールの私設秘書になった。

## 政歴
1922年、クレメンツの父が死に、クレメンツは父の保安官任期の残りを務めるよう指名された。その後の選挙でも当選し、1925年まで務めた。1926年、郡事務官に当選した。この職は2期、1934年1月1日まで務めた。1934年の後半、郡判事に選出された。この職も2期、1941年まで務め、時は世界恐慌の困難な時期にあったが、郡内の道路123マイル (200 km) の舗装を命じた。これはそれまでの判事が命じた総量を超える長さだった。

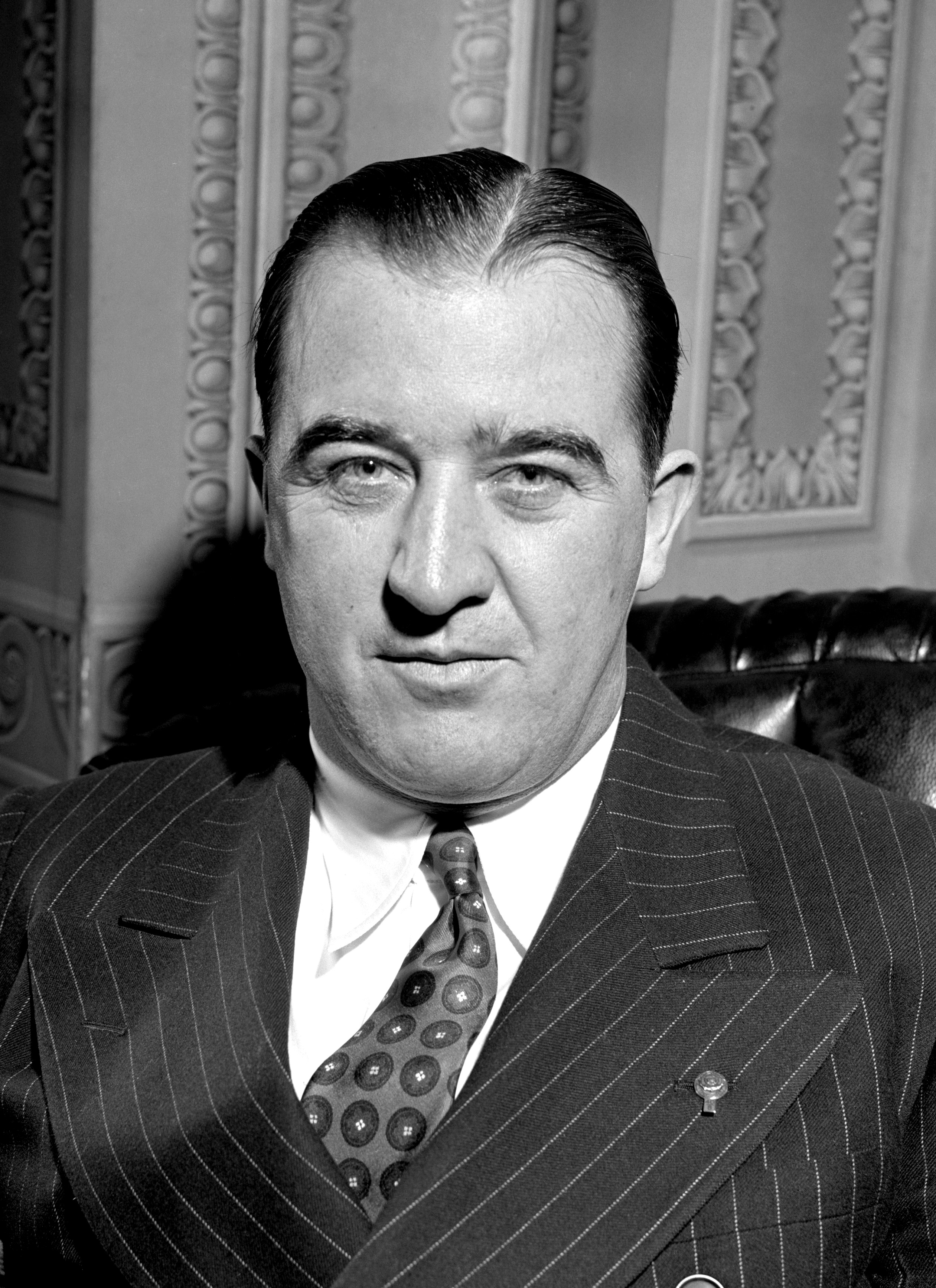
A・B・"ハッピー"・チャンドラー、ケンタッキー州民主党で数十年間、クレメンツと対立する派閥を率いた

1935年、トマス・レイが1935年州知事選挙で選挙参謀長をして欲しいと求めてきた。クレメンツはこれを受け入れ、その後、少年時代の友人だったA・B・"ハッピー"・チャンドラーからの同様な要請を断るしかなくなった。チャンドラーが予備選挙で勝利し、その後の数十年間、クレメンツとチャンドラーはケンタッキー州民主党で対立する派閥を率いていくことになった。州知事選挙でチャンドラーはクレメンツが党を見限って共和党候補のキング・スウォープを支持したと非難した。クレメンツはこれを否定したが、チャンドラーの選挙運動には最小の支援しかしないことは認めた。
クレメンツは1941年に、ユニオン郡、ウェブスター郡、ヘンダーソン郡を代表して州議会上院議員に選ばれた。1944年には上院院内総務となり、その年の州予算を策定する中心人物になった。このクレメンツの努力によって、教育予算が共和党員知事のシメオン・ウィリスが提案したよりも大きなものになった。
クレメンツはウィリスと対決したことで人気を得、1944年にはケンタッキー州第2選挙区からアメリカ合衆国下院議員に当選した。1946年にも再選された。ニューディール民主党員であるクレメンツは、田園部電化管理への予算増加に賛成し、1945年全国学校給食法を主唱した。農業安定局の研究拡大と再編成を支持した。野生生物の保護を推進し、連邦公園の予算追加を後押しした。リンチと人頭税の禁止など、人権保護法の法制化を支持した。1947年労使関係法には反対し、下院非米活動委員会の解体に賛成した。食料欠乏に関する下院特別委員会を務めたことで、ハリー・S・トルーマン大統領と密に接する機会を持てた。

### ケンタッキー州知事
1946年にクレメンツはアメリカ合衆国上院議員を目指すよう奨励されたが、1947年に州知事選挙に出馬する道を選んだ。民主党の予備選挙では元ケンタッキー州下院議長だったハリー・リー・ウォーターフィールドが対抗馬だった。クレメンツは雄弁さや人間性で知られてはいなかったが、選挙上手ではあった。ローガン郡の政治ボス、エマーソン・"ドク"・ビーチャムと同盟することで、西ケンタッキーの民主党員の支持を掴んだ。「レキシントン・ヘラルド・リーダー」の編集者トム・アンダーウッドを選挙マネジャーに選び、その中央ケンタッキーでの影響力を強化した。ジェファーソン郡のローレンス・ウェザビーと同盟して都市部の票を確保し、ノット郡のカール・D・パーキンスと協力して東ケンタッキー田園部の票を確保した。
予備選挙戦の間に2つの大きな問題が浮かび上がった。第一にウォーターフィールドはパリミュチュエル方式の賭け事に課税するのに賛成であり、クレメンツが反対していたことだった。第二にウォーターフィールドは公益事業を通じて電力発電事業の拡大を支持したのに対し、クレメンツは民間開発（このことでケンタッキー・ユーティリティーズの支持を得た）を支持したことだった。クレメンツの選挙運動は、ウォーターフィールドが肉体的に軍務に適していないと思われることも攻撃していた。クレメンツは、ジョン・Y・ブラウン・シニアの支援を確保して、組織化された労働者の支持を加えたときに後押しされた。最終的にクレメンツは3万票以上の差でウォーターフィールドを破った。
州知事選挙では共和党員で州検事総長のエルドン・S・ダミットと対峙した。予備選挙後にクレメンツは民主党内を纏め上げたのに対し、ダミットは共和党予備選挙の時に現職知事シメオン・ウィリスの政権とその好む後継者を攻撃することで共和党を割っていた。ダミットは、クレメンツがタフト＝ハートリー法に反対したことを攻撃したが、あまり効果は無かった。ダミットは予備選挙の時の選挙マネジャーを入れ替えており、その解任されたマネジャーが彼に対抗するようになったとき、その選挙運動の弔鐘のようになった。クレメンツはこの選挙を387,795 票対 287,756票で制した。知事就任のためにアメリカ合衆国下院議員の職を辞した。
クレメンツは知事として、ケンタッキー州議会における両院で3対1という民主党優位を享受することができた。その結果、その提案する政策の多くが成立した。1948年会期、議会は株式と債券および相続税の税率を下げることで新しい企業を呼び込んだが、クレメンツの提案するガソリンと醸造酒への増税でその差分を埋め合わせた。クレメンツはパリミュチュエル方式に対する課税について選挙中には反対を表明していたのを逆転し、自分が主導しなければ高い利率になるのを恐れて3%を提案したとされている。この新財源により、州立公園体系の改善と拡大に600万ドルを承認できた。その改良計画には、12の大型公園と幾つかの小型のものが含まれ、ケンタッキー・ダム公園がその中心だった。この開発を監督するために、ヘンリー・ウォードを環境保全コミッショナーに任命した。1948年から1950年、ニューヨーク州が公園体系に遣う金でケンタッキー州を上回る唯一の州だった。クレメンツは「ケンタッキー州立公園の父」と呼ばれる数人の中の1人である。公園体系は1926年にウィラード・ラウズ・ジルソンによって始められていたが、クレメンツはその任期中にその開発の多くを成し遂げた。
クレメンツはかなりの道路建設計画も承認した。その在任期間で州は3,800マイル (6,080 km) の田園部道路と、4,000マイル (6,400 km) の幹線道路を建設する予算を手当てした。さらにケンタッキー・ターンパイクとウェスタン・ケンタッキー・パークウェイの建設に着手させた。州はクレメンツ政権で6,000マイル (9,600 km) の道路維持も取り掛かった。この期間に道路の開発に遣った金ではテキサス州に次いで第2位だった。道路自体の改善に加えて、ハイウェイ・パトロールが政治的互恵関係で腐敗していたのを、ケンタッキー州警察で置き換えることになった。クレメンツはまた、増税で得られた税収の幾らかを州の公立学校教師の給与増額に遣った。貧しい教育学区の資金を手当てするために最少基金計画に対する予算の15%増額を承認した。しかしそれでも十分ではなく、1950年には教師による抗議行進があり、これを躱すために教育用資金として1,000万ドルを追加した。クレメンツの副知事で後に後継者となるローレンス・ウェザビーは1951年に朝鮮戦争から生まれた税収増を使って、この要求に合わせることができた。
全国の主導的認証評価機関が、高等教育機関において長く続いている政治的干渉を終わらせるために、クレメンツ政権下で、ケンタッキー州の公立カレッジの多くから認証を外そうとした。クレメンツはこれらカレッジがその認証評価を継続できるように働き、モアヘッド州立教育カレッジについては再度認証を得られるよう動いた。1948年、クレメンツは、ケンタッキー州のデイ法（州の教育体系で人種分離を強制する法）について、黒人医学生が白人の公立病院で大学院コースを取れるよう例外を設けることで、その効力を弱めた。黒人がルイビル大学で医療の訓練を受けられるようにする1948年法案も支持した。知事はケンタッキー大学信託委員会の職権上議長だったが、ケンタッキー大学にも同様な手配をしようとしたときは、失敗した。1949年、アメリカ合衆国地区裁判所レキシントン裁判所が、ケンタッキー大学と同等なプログラムをケンタッキー州立カレッジで受けられない場合は、黒人にケンタッキー大学のプログラムを受けることを認めると裁定した。ケンタッキー州立カレッジは昔から黒人のカレッジだった。
クレメンツは政府の幾つかの機関を創設し、再編も行った。ペンシルベニア州知事ジェイムズ・H・ダフとの協業により、オハイオ川衛生委員会を設立し、オハイオ川およびその支流の汚染と戦うこととした。議会がより効果的で効率的な法案を書くのを支援するために、無党派の法案研究委員会を立ち上げ、様々な分野の専門家を呼び、政府の研究を遂行させた。ケンタッキー州農業工業委員会（ケンタッキー州商務省の前身）を創設し、250の新しい企業を誘致し、最初の3年間で4万人分の職を作りだした。またケンタッキー州建設委員会も作り、州の建物を管理し新しいものを計画させた。この委員会の最初の計画の中に、州会議事堂付属の建物と州催事グランド建設のために新たに600万ドルが手当てされた。政府職人の有能な者を維持するために、職員の最低年収を5,000ドルから20,000ドルと4倍にする憲法修正も支持した。
クレメンツは多くの成功を収めた強い知事だったが、その政策全てを法制化できたわけではなかった。1948年、ケンタッキー州のカレッジ全てを統治する中央委員会を創設しようという提案は、議会を通らなかった。1948年と1950年の2回の会期で、クレメンツは露天掘りを規制しようとして議会の同意を得られなかった。また、州全体の年金と公共事業計画を作ろうとして失敗し、州職員のための能力主義の法制化も失敗した。退役兵のボーナスを予算化する試みは議会の両院を通過したが、異なる形態によってであり、その調整が出来なかった。

### アメリカ合衆国上院議員

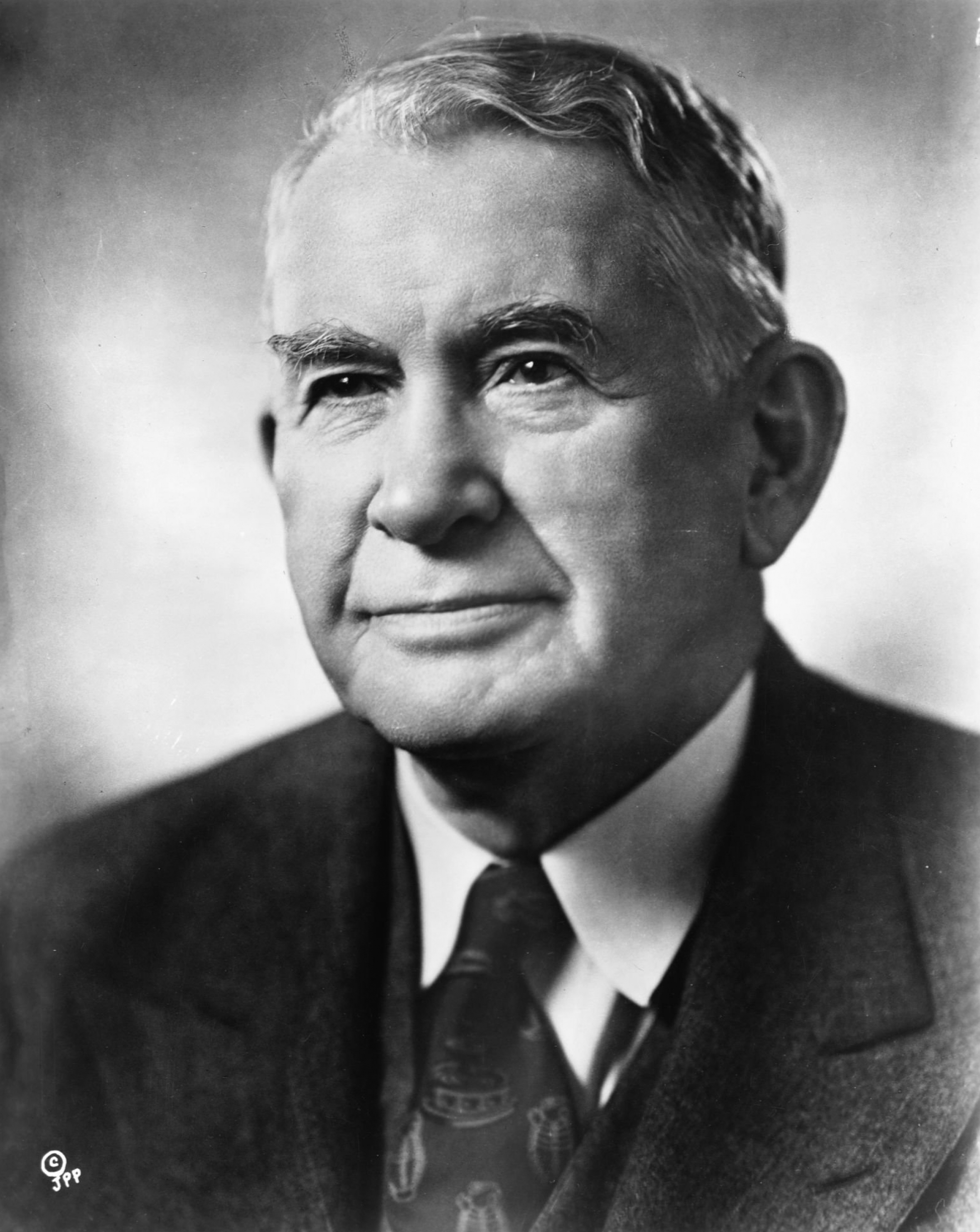
アルバン・W・バークリー副大統領

1948年、アルバン・W・バークリーが副大統領に就任するために上院議員を辞職したとき、クレメンツはその後任にガレット・L・ウィザーズを指名した。バークリーの任期は1950年に明けることになり、その期限近くになってウィザーズが辞任し、クレメンツが特別選挙に出馬してウィザーズの残り任期と新たな6年間任期を務められるようにした。クレメンツはその選挙で共和党のチャールズ・I・ドーソンを300,276 票対 256,876 票で破って当選した。1950年11月27日、クレメンツは知事を辞任し、上院議員に就任した。
1950年の選挙では民主党が上院での議席を減らしており、院内総務のアーネスト・マクファーランドが上院民主党再選委員会の議長からクリントン・アンダーソンを外し、1952年の選挙のためにクレメンツを後任に据えた。1952年、クレメンツはその委員会と民主党全国委員会のより良き協業を提唱した。しかし、共和党が1952年の選挙でアメリカ合衆国議会両院を議長を取った。民主党全国委員会は上院民主党再選委員会の解体を公然と言うようになった。クレメンツは再選委員会の責任を拡張し、その活動は季節によらず年間を通したものにすることを提案した。
1953年、クレメンツはリンドン・B・ジョンソン院内総務の下で院内総務補に指名された。さらに1954年の選挙のときも上院民主党再選委員会の議長職を保持した。クレメンツと民主党全国委員会の議長スティーブン・ミッチェルは、民主党候補者への寄付を最大にするために2つの委員会が別々の資金集めを行うことで合意した。民主党は1954年に上院の支配力を取り戻し、クレメンツは新人議員への移行サービスを再選委員会が行う要領を制定した。この要領は今日も続いている。
クレメンツは州内の政治でも活動的なままであり、ハッピー・チャンドラーに対抗する民主党内派閥を率いていた。1955年州知事選挙が近づくと、チャンドラーが再度知事に立候補すると宣言した。チャンドラーは1935年から1939年まで州知事を務めていた。クレメンツの元副知事ローレンス・ウェザビーは、クレメンツの残り任期を知事として務めた後に、選挙で再度4年間の知事任期を務めていたので、ケンタッキー州憲法の規定により、再選を求められなかった。クレメンツ派は急遽チャンドラーに対抗できる候補者を見つける必要性が生じた。最もありそうな選択肢はウェザビーの副知事エマーソン・"ドク"・ビーチャムだったが、その退屈な個性と、ローガン郡を支配してきた政治ボスとの結びつきが、クレメンツには受け入れられなかった。クレメンツは代わって、ウェザビーが指名した控訴裁判所判事バート・コームズに白羽の矢を立てた。コームズはその出馬に障害となるような政治的記録がほとんど無かったので、チャンドラーはその選挙運動を派閥の領袖であるクレメンツとウェザビーに向け、「クレメンタインとウェザーバイン」とあだ名した。この攻撃がコームズによるお粗末な選挙運動と組み合わされ、チャンドラーが18,000票差を付けて予備選挙に勝利した。チャンドラーはさらに州知事選挙でも勝利して、2期目に就任した。
クレメンツは1956年の上院議員再選に向けて、民主党予備選挙でチャンドラーの好む候補ジョー・ベイツを破って名乗りを挙げた。1956年4月30日、ケンタッキー州選出上院議員アルバン・W・バークリーが心臓発作で急死した。民主党予備選挙は既に終わっており、民主党中央委員会はバークリーの後任候補選別を迫られた。委員会はクレメンツの元副知事、かつ後の知事だったウェザビーを選んだ。ジャーナリストのジョン・エド・ピアースは後に、クレメンツがチャンドラーの選択であるジョセフ・リアリーをウェザビーよりも好んだと記録していた。クレメンツはリアリーなら勝利するチャンスがあるとは考えなかったが、リアリーを選べばチャンドラーが共和党の候補者を支持する可能性がなくなると見ていた。
共和党の大統領ドワイト・アイゼンハワーは、元上院議員で駐インド・ネパール大使を経験し、ケンタッキー州で人気の高いジョン・シャーマン・クーパーを説得してウェザビーに挑戦させた。クーパーが出馬することでアイゼンハワー自身の再選にも有利になると考えていた.。共和党の予備選挙ではサーストン・モートンを選んでクレメンツに対抗させた。チャンドラーは派閥の敵が2人上院議員候補になったことで、党を飛び出し、共和党候補の支持に回った。さらにクレメンツの選挙運動を複雑にしたのは、上院院内総務のリンドン・ジョンソンが1956年に心臓発作を起こし、院内総務補のクレメンツがジョンソンの任務を補うためにワシントンD.C.で多くの時間を費やさねばならなくなったことだった。クレメンツがケンタッキー州にいた時間は通常ウェザビーの選挙運動に費やされた。民主党はクレメンツが容易に再選されるものと考え、ウェザビーの当選は難しいと見ていたからだった。これらの要因に1956年アメリカ合衆国大統領選挙で共和党のアイゼンハワーが地滑り的勝利を収めたことが組み合わされ、ウェザビーもクレメンツも落選することになった。100万票以上が投じられた選挙で、クーパーは65,000票差でウェザビーを破り、クレメンツは7,000票差でモートンに敗れた。クレメンツにとっては30年ぶりに選挙で敗れることになった。

## 後年と死
クレメンツはモートンに敗れた後に二度と選挙で選ばれる公職を求めることはなかったが、州政界では活動的なままであり、党の反チャンドラー派を率い続けた。1957年から1959年、リンドン・ジョンソンの指示で、上院民主党選挙委員会の執行役員を務め、上院で民主党が14議席の多数を確保させることに貢献した。1959年に再度州知事選挙に出ることも検討したが、最終的に断念した。クレメンツが出ないとなれば、反チャンドラー派は前回の候補者バート・コームズかルイビルの元市長ウィルソン・ワイアットかの背後に纏まることが出来なかった。クレメンツはコームズで派を纏め、ワイアットはその副知事候補にして、後の選挙での支持を約束した。コームズは民主党予備選挙でチャンドラーの推すハリー・リー・ウォーターフィールドを破り、さらに州知事選挙でも勝利した。
1960年、コームズはクレメンツを州高規格道路コミッショナーに指名した。州の新聞数紙が、クレメンツは州の最大行政部門の長であるこの地位を、コームズ支持と引き換えに手に入れたと告発したが、コームズはそれを否定した。また大統領選挙への出馬を検討していると噂のあったクレメンツの親友リンドン・ジョンソンのために、州の政治マシーンを組織化する目的でこの地位を手に入れたと推測する者もいた。さらにクレメンツはその強力な地位から影の知事となり、コームズは操り人形に過ぎないと考える者までいた。
スキャンダルが州高規格道路コミッショナーとしてのクレメンツを脅かし続けた。1960年3月、高規格道路局がルイビルのフォード車ディーラー、サーストン・クックから大変手ごろな価格で中古ダンプトラック34台をリースしようとしているというニュースが広まった。クックはコームズの知事選挙で、財政の調整役を務めていた。その利益がクレメンツによる政治的報酬になると告発する者がいた。コームズはクレメンツを指名したことで、既に攻撃を浴びていたので、4月19日にそのリース契約をキャンセルした。クレメンツはこの行動で攻撃され、大衆の非難だと考えた。この事件でコームズとクレメンツの間に亀裂が生じ、それが癒されることはなかった。ただし、クレメンツは即座に辞任することはなかった。
1960年8月、クレメンツはコームズに会って、リンドン・ジョンソンの副大統領選挙の応援を辞めたいと告げた。コームズは記者会見を要求し、クレメンツが9月1日付で辞任することと、ヘンリー・ウォードが後任になることを発表した。この辞任は州民主党のクレメンツ派の終焉となった。クレメンツがコームズと仲違いしたことは、厳しい現実であり、新しいコームズの派閥に対抗するために、宿敵ハッピー・チャンドラーと同盟した。1962年の上院議員選挙で、ウィルソン・ワイアットが現職上院議員サーストン・モートンに挑戦するのを反対した。結果はモートンが再選され、ワイアットの政治生命が終わった。チャンドラーは1963年にも再度州知事候補の指名を求めた。クレメンツはチャンドラーが集会を行ったステージに登場し、チャンドラーはコームズがトラックの取引でクレメンツの信用を損なったと主張した。チャンドラーはコームズの評判を傷付けることを期待し、その延長でコームズが選んだ後継者エドワード・ブレシットを落選させようとした。その戦略は成功しなかった。ブレシットは予備選挙を制し、本選挙でも当選した。クレメンツの衰えつつあった影響力は、クレメンツの出身郡であるユニオン郡でも、ブレシットが2,528票対1,913票で制したことで明らかだった。
1961年からr1963年、クレメンツはアメリカの商船団体の相談役を務めた。その後はロビーストとしてまたタバコ協会の役員としてワシントンD.C.に戻った。1981年には故郷のモーガンフィールドに戻った。そこで数年間闘病した後の1985年3月12日に死に、モーガンフィールドのオッド・フェローズ墓地に埋葬された。1980年モーガンフィールドのブレッキンリッジ職業訓練センターがアール・C・クレメンツ職業訓練センターと改名された。

## 関連図書
- Luhr, Gary; Thomas H. Syvertsen (May 1983). “The Governor Who Broke New Ground”. Rural Kentuckian 37:  pp. 8–12.